# Lentella
Lentella ist eine italienische Gemeinde mit 596 Einwohnern in der Provinz Chieti in den Abruzzen. Sie liegt etwa 57 Kilometer südöstlich von Chieti, gehört zur Comunità montana Medio Vastese und grenzt unmittelbar an die Provinz Campobasso (Molise). Der Trigno begrenzt die Gemeinde im Osten.

## Weinbau
In der Gemeinde werden Reben der Sorte Montepulciano für den DOC-Wein Montepulciano d’Abruzzo angebaut.

## Verkehr
Durch die Gemeinde verläuft die Strada Statale 650 di Fondo Valle Trigno von Isernia nach San Salvo.